# Kudsi Erguner
Kudsi Erguner, né 4 février 1952 à Diyarbakır en Turquie, est considéré comme un maître du Mevlevi traditionnel et l'un des plus célèbres joueurs de ney de son pays.
Sa famille est musicienne de longue date. En 1975, il s'installe à Paris où il étudie l'architecture et la musicologie. C'est à partir de là qu'il mène une activité incessante et multiforme en faveur du patrimoine culturel de son pays.

## Discographie
- Meditation on the Ney
- Turkey: Art of the Ottoman Tanbur, 1989
- Sufi Music of Turkey avec Suleyman Erguner, Mahmoud Tabrizi-Zadeh, Bruno Caillat, 1990
- The Turkish Ney avec Salih Dede, Suleyman Erguner, 1990
- Whirling Dervishes from Turkey avec Kemal Evren, Tugrul Inancer, Aram Kerovpyan, Muzzffereddîn Ozak, Hafiz Kemâl Ozmutlu, Mahmud Tabrîzîzade, 1991
- Musique classique Ottomane, 1992
- Gazel: Classical Sufi Music of the Ottoman Empire avec Husnu Anil, Aziz Bahriyeli, Yusuf Bilgin, Mehmet Emin Bitmez, Suleyman Erguner, Hasan Esen, Fevzi Misir, Walter Quintus, Kurt Renker, 1994
- Peshrev & Semai of Tanburi Djemil Bey, 1994
- L'Orient de l'Occident : Flamenco & Ottoman Sufi Music avec Yusuf Bilgin, Mehmet Emin Bitmez, Bruno Caillat, Pedro Soler, 1995
- La flûte sacrée des Derviches Tourneurs, 1996
- Works of Kemani Tatyos Efendi avec Husnu Anil, Mehmet Emin Bitmez, Suleyman Erguner, Necip Gulses, Dogan Hosses, Sükrü Kabaci, Baki Kemanci, 1996
- Vocal Masterpieces of Kemani Tatyos Efendi avec Husnu Anil, Suleyman Erguner, Necip Gulses, Dogan Hosses, Sükrü Kabaci, Baki Kemanci, 1996
- Psalms of Yunus Emre avec Yusuf Bilgin, Bruno Caillat, 1997
- Chemins avec Pierre Rigopoulos, Martin Saint-Pierre, Derya Turkan, 1997
- Music from the Arabian Nights avec Bruno Caillat, Mahmoud Tabrizi-Zadeh, 1999
- Ottomania, 1999
- Islam Blues, 2001 avec Bruno Caillat, Renaud Garcia-Fons, Nguyên Lê, Derya Turkan, Mark Nausesf, Yunus Balcioglu, Halil Neciboglu
- Taj Mahal avec Bruno Caillat, Sultan Khan, Fazal Qureshi, Derya Turkan, Ken Zukerman, 2001
- Gazing Point avec Markus Stockhausen et Mark Nauseef, 2003
- Tree of Them collaboration avec le groupe Suisse 17f, 2010
- Fragments Des Cérémonies Soufies, L'invitation à L'Extase, Kudsi Erguner & Lâmekân Ensemble, Seyir Muzik 2021

## Ouvrages
- La fontaine de la séparation : voyages d'un musicien soufi, L'Isle-sur-la-Sorgue, Bois d'Orion, 2000, 253 p. + 1 disque compact
- La flûte des origines : un soufi d'Istanbul (entretiens avec Dominique Sewane), Paris, Plon, coll. « Terre humaine », 2013.

### Traductions
- Huncar Hadj Bektash Veli, Le Livre des amis de Dieu (trad. du turc par Ahmed Kudsî Erguner et Pierre Maniez), Paris, Le Courrier du livre, 1985
- Djalâl ad-Dîn Rûmi, Le Mesnevi. 150 contes soufis (trad. du persan par Ahmed Kudsī Erguner et Pierre Maniez), Paris, Albin Michel, coll. « Spiritualités vivantes » 2009, [1988].
- Le livre des derviches bektashi, (trad. du turc par Kudsi Erguner, Pierre Maniez, Christian Le Mellec), L'Isle-sur-la-Sorgue, le Bois d'Orion, 1997.

## Distinctions
- 2016 : Artiste pour la paix de l'UNESCO [1].